# غوستافو هنريكي (لاعب كرة قدم)
غوستافو هنريكي هو لاعب كرة قدم برازيلي، ولد في 24 مايو 1999 يلعب في نادي دبا الفجيرة.

## وصلات خارجية
- غوستافو هنريكي (لاعب كرة قدم) على موقع قاعدة بيانات كرة القدم.إي يو (الإنجليزية)
- غوستافو هنريكي (لاعب كرة قدم) على موقع Soccerway.com (الإنجليزية)